# Laura Di Tomaová
Laura Di Toma (* 5. září 1954 Osoppo, Itálie) je bývalá reprezentantka Itálie v judu.

## Sportovní kariéra
Patřila k průkopnicím ženského sportovního judo. Judu jako bojovému umění se věnuje celý život.

## Výsledky

### Váhové kategorie
| Mistrovství světa  |    |    |   |   |    | 2. |    | úč. |    | 5. |    | 5. |
| Mistrovství Evropy | 3. | 3. | — | ? | 3. | 1. | 2. | ?   | 1. | 3. | 7. | —  |

### Bez rozdílu vah
| Turnaj             | 1975 | 1976 | 1977 | 1978 | 1979 | 1980 | 1981 | 1982 | 1983 | 1984 | 1985 | 1986 |
| Turnaj             | 21   | 22   | 23   | 24   | 25   | 26   | 27   | 28   | 29   | 30   | 31   | 32   |
| ------------------ | ---- | ---- | ---- | ---- | ---- | ---- | ---- | ---- | ---- | ---- | ---- | ---- |
| Mistrovství světa  |      |      |      |      |      | —    |      | —    |      | úč.  |      | —    |
| Mistrovství Evropy | 3.   | 1.   | úč.  | ?    | —    | —    | —    | —    | —    | —    | —    | —    |